# Familienbande (Fernsehserie)
Familienbande (im Original: Family Ties) ist eine US-amerikanische Familien-Sitcom, die 1982 von Gary David Goldberg für den Sender NBC entwickelt wurde. Die Serie lief über sieben Staffeln und kam dabei auf insgesamt 180 Folgen. In den USA wurde die letzte Folge am 14. Mai 1989 ausgestrahlt. Für Michael J. Fox war diese Serie der Beginn seiner Hollywood-Karriere.
Der Titel der deutschsprachigen Fassung der Serie wechselte mehrfach. Die Folgen der ersten Staffel, die 1984 vom ZDF ausgestrahlt wurden, liefen unter dem Namen Hilfe, wir werden erwachsen!. Beim Privatsender RTL erhielt die Serie den Namen Familienbande, bei ProSieben und ORF hieß sie Jede Menge Familie.
Das Titellied Without Us wird in der Originalfassung von Johnny Mathis und der R&B-Sängerin Deniece Williams gesungen.

## Inhalt
Im Mittelpunkt der Serie steht die Familie Keaton aus Columbus (Ohio). Da sind einerseits die Eltern Steven und Elyse Keaton, die sich Mitte der 60er Jahre bei einer Demonstration gegen den Vietnamkrieg kennengelernt haben und vom Geist der 68er-Bewegung geprägt sind. Elyse arbeitet als Architektin, Steven als Journalist bei einem lokalen Fernsehsender. Beide versuchen, ihren Idealen aus den Sechzigern zu folgen. Sie achten auf Umweltschutz, Bürgerrechte und glauben an das Gute im Menschen.
Auf der anderen Seite sind ihre Kinder, die den Werten ihrer Eltern nicht immer folgen können und sich mehr am konservativen Zeitgeist der USA unter Präsident Ronald Reagan orientieren. Insbesondere Sohn Alex steht den liberalen Ansichten seiner Eltern ablehnend gegenüber. Seine wichtigste Lektüre ist das Wall Street Journal, er ist ein Anhänger der Republikaner, bewundert Nixon und Reagan, und die Hippie-Ideale seiner Eltern sorgen für manchen Konflikt. Mallory, die älteste Tochter, ist nicht die Hellste und interessiert sich eigentlich nur für Mode und Jungs. Ihre Schwester Jennifer dagegen ist altklug und stets auf dem Boden der Realität.

## Auszeichnungen
Die Serie wurde mehrfach mit dem Emmy ausgezeichnet. Michael J. Fox erhielt insgesamt dreimal den begehrten Fernsehpreis für seine Rolle als Alex Keaton. Außerdem gab es für ihn den Golden Globe Award.

## Trivia
- Michael J. Fox lernte bei den Dreharbeiten seine spätere Ehefrau Tracy Pollan kennen, die in der Serie in zwei Staffeln Alex’ Freundin Ellen Reed spielte.
- Ronald Reagan war ein großer Fan der Serie. Michael J. Fox erhielt von Reagans Wahlkampfteam das Angebot, als Sprecher für Reagans Wiederwahl mitzuwirken. Fox lehnte das Angebot mit der Begründung ab, er sei kanadischer Staatsbürger und habe zudem andere politische Ansichten als Alex Keaton.
- In der Serie Chaos City erfährt der Zuschauer in den Folgen 99/100 der vierten Staffel, dass es Alex Keaton bis nach Washington gebracht hat, wo er als Staatssekretär von Ohio ein Treffen mit Mike Flaherty im Weißen Haus hat. Zudem hat Michael Gross einen Gastauftritt in der Folge.
- Damit es für Fox möglich war, sowohl den Film Zurück in die Zukunft zu drehen als auch seinen vertraglichen Verpflichtungen gegenüber Familienbande nachzukommen, drehte er über drei Monate lang 16 Stunden am Tag. Die Dreharbeiten für den Film endeten jeweils um 2.30 Uhr nachts und begannen für die Serie um 10 Uhr morgens.[1]

## Gastauftritte
- In der sechsten und siebten Staffel spielte Courteney Cox Alex’ Freundin, Lauren.
- In der ersten und zweiten Staffel hat Tom Hanks eine Gastrolle als Elyses jüngerer Bruder Ned Donnelly.
- In der dritten Staffel spielt Geena Davis die Haushaltshilfe Karen Nicholson.
- In der vierten Staffel erhält Alex Nachhilfeunterricht von Mathegenie Eugene Forbes, dargestellt von River Phoenix.
- In der siebten Staffel spielte Maura Tierney, bekannt als Abby Lockhart in der Fernsehserie Emergency Room, in der Folge „Die Nacht der fliegenden Fische“ (1989) Darlene, eine Mitschülerin Skippys.

## DVD-Veröffentlichung
2011 und 2012 wurden die ersten beiden Staffeln der Serie in deutscher Synchronfassung veröffentlicht.